# Lilium cernuum

Blüte

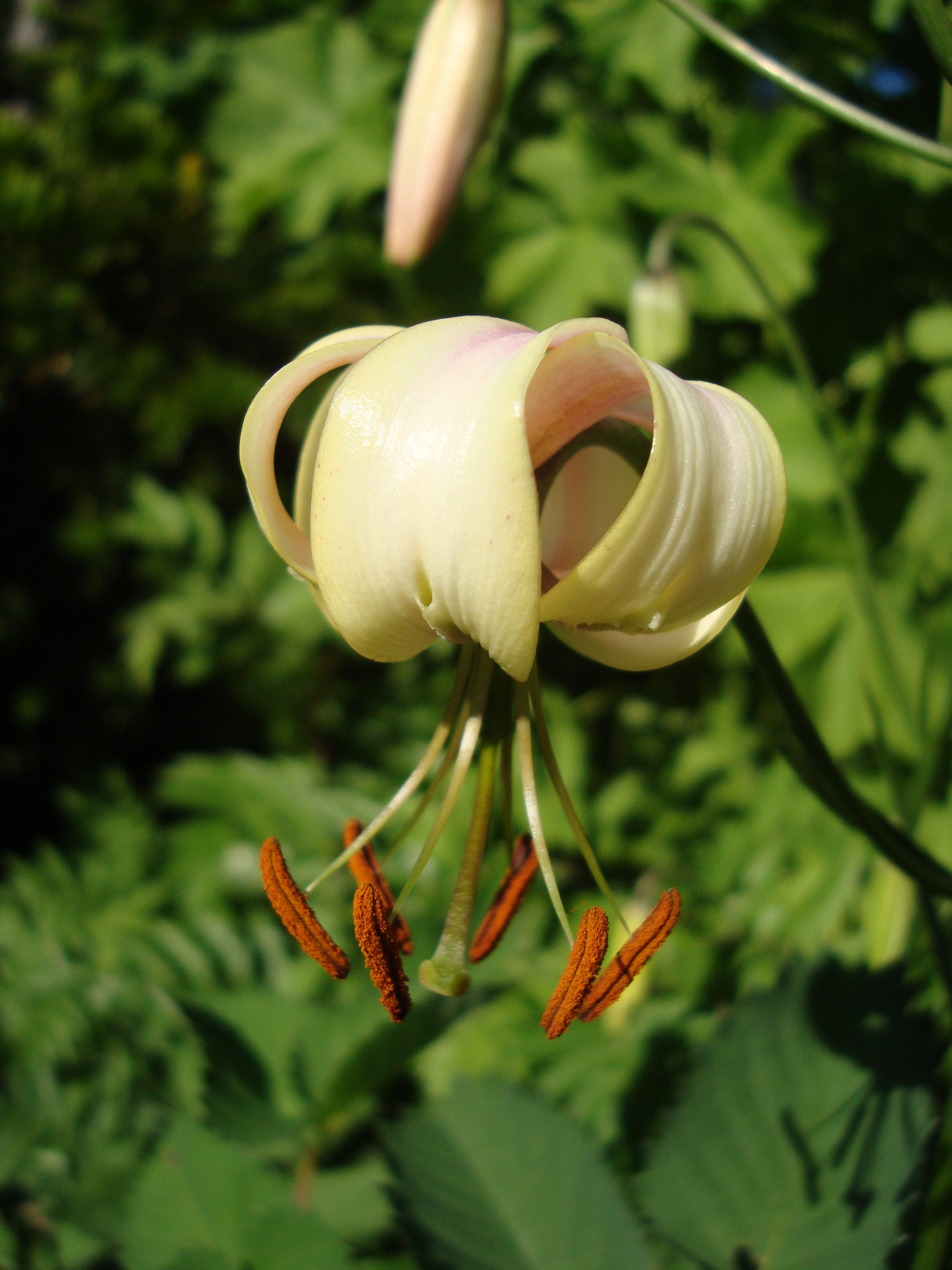
Lilium cernuum 'Album'

Lilium cernuum ist eine Art aus der Gattung der Lilien (Lilium) in der Sektion Sinomartagon innerhalb der Familie der Liliengewächse (Liliaceae).

## Beschreibung
Lilium cernuum erreicht eine Wuchshöhe von bis zu 65 cm. Die Zwiebeln sind länglich-oval bis rundlich und erreichen einen Durchmesser von etwa 2,5 bis 4 cm, die Schuppen sind weiß und lanzettlich oder eiförmig. Der Stängel ist glatt. Die Laubblätter sind schmal und linear, zwischen 4 und 18 cm lang und zwischen 1 und 5 mm breit. Sie sind ungestielt und um den Stängel verteilt, die Blattränder sind leicht zurückgebogen und papillös.
Die Pflanze blüht im Juli mit 1 bis 6 in einer Rispe nickender, stark duftender Blüten. Die zwittrigen Blüten sind dreizählig. Die sechs gleichgestalteten Blütenhüllblätter (Tepalen) sind stark zurückgebogen (Türkenbundform), 35 bis 45 mm lang und 8 bis 10 mm breit. Die Grundfarbe der Blüten ist blass purpurn, rosa-lila oder hellviolett mit tief purpurnen Punkten in Richtung Basis. Die Nektarien sind dicht und auf beiden Flächen papillös. Jede Blüte enthält drei Fruchtblätter und sechs Staubblätter. Die Antheren sind dunkel purpurn und etwa 14 mm lang, die Pollen sind ziegelrot und die Filamente sind etwa 20 mm lang. Der Fruchtknoten ist zylindrisch zwischen 8 und 10 mm lang bei einem Durchmesser von 2 mm. Die Samen reifen in runden 12 bis 20 mm großen Samenkapseln heran. Der Samen von Lilium cernuum keimt sofortig-epigäisch.
Die Chromosomenzahl beträgt 2n = 24.

## Verbreitung
Lilium cernuum ist in der Provinz Liaoning in der Volksrepublik China, in Korea und in der Region Primorje in Russland heimisch.
Die Art wächst an grasigen Hängen oder in Dickichten.

## Taxonomie
Lilium cernuum wurde 1901 von Wladimir Leontjewitsch Komarow in Trudy Imperatorskago S.-Peterburgskago Botaniceskago Sada. Acta Horti Petropolitani. St. Petersburg Band 20, Seite 461 erstbeschrieben. Synonyme sind Lilium cernuum var. atropurpureum Nakai und Lilium cernuum var. candidum Nakai.